# ملوین مونی
 ملوین مونی (انگلیسی: Melvin Mooney؛ زاده ۱۸۹۳ درگذشته ۱۹۶۸) یک فیزیک‌دان بود.